# Campaña Internacional para Abolir las Armas Nucleares
Campaña Internacional para Abolir las Armas Nucleares (en inglés International Campaign to Abolish Nuclear Weapons, también conocida por sus siglas en inglés ICAN), es una coalición global de la sociedad civil que trabaja para promover la adhesión al Tratado sobre la Prohibición de las Armas Nucleares y su plena aplicación. La campaña ayudó a lograr este tratado. ICAN fue lanzado en 2007 y hoy cuenta con 652 organizaciones sociales en 107 países. El último en sumarse fue Sierra Leona en 2022.
La organización recibió el Premio Nobel de la Paz en 2017 "por su labor de llamar la atención sobre las consecuencias humanitarias catastróficas de cualquier uso de armas nucleares y por sus esfuerzos innovadores para lograr su prohibición basada en tratados de tales armas".

## Miembros
Los países miembros que han firmado el Tratado sobre la Prohibición de las Armas Nucleares y que aún no lo han ratificado son: Argelia, Angola, Burkina Faso, República Centroafricana, Guinea Ecuatorial, Ghana, Libia, Madagascar, Mozambique, Níger, Sierra Leona, Sudán, Santo Tomé y Príncipe, Tanzania, Togo, Zambia, Zimbabue, Brunéi, Indonesia, Birmania, Liechtenstein, Barbados, Brasil, Colombia y Haití.
Los países que han firmado y también ratificado el Tratado sobre la Prohibición de las Armas Nucleare son: Benín, Botsuana, Burundi, Comoras, República del Congo, Costa de Marfil, República Democrática del Congo, Gambia, Guinea-Bisáu, Lesoto, Malaui, Namibia, Nigeria, Seychelles, Bangladés, Camboya, Kazajistán, Laos, Malasia, Maldivas, Moldavia, Nepal, Filipinas, Tailandia, Timor Oriental, Vietnam, Austria, Ciudad del Vaticano, Irlanda, Malta, San Marino, Antigua y Barbuda, Belice, Bolivia, Chile, Costa Rica, Cuba, Dominica, República Dominicana, Ecuador, El Salvador, Grenada, Guatemala, Guyana, Honduras, Jamaica, Nicaragua, Panamá, Paraguay, Perú, San Cristóbal y Nieves, Santa Lucía , San Vicente y las Granadinas, Trinidad y Tobago, Uruguay, Venezuela, México, Islas Cook, Fiyi, Kiribati, Nauru, Nueva Zelanda, Niue, Palaos, Samoa, Tuvalu y Vanuatu.